# Axonolaimus subsimilis
Axonolaimus subsimilis är en rundmaskart som beskrevs av Benjamin G. Chitwood 1936. Axonolaimus subsimilis ingår i släktet Axonolaimus och familjen Axonolaimidae. Inga underarter finns listade i Catalogue of Life.